# Walter Klimmek
Walter Klimmek (* 14. März 1919; † 13. Mai 2010 in Aschheim) war ein deutscher Fußballspieler.
Klimmek war rechter Verteidiger und spielte zunächst beim SC Hassel, ehe er 1950 zum FC Schalke 04 wechselte. Mit den Gelsenkirchenern wurde er gleich in seiner ersten Saison Westdeutscher Meister. Gleichzeitig machte er dem Spitznamen „Knappen“ des Vereins alle Ehre, denn er arbeitete im Hauptberuf als Bergmann unter Tage auf der Zeche Bergmannsglück in seiner Heimatstadt. Insgesamt 96 Spiele absolvierte Klimmek für Schalke 04 und konnte mit der Mannschaft 1956 den Westdeutschen Pokalwettbewerb gewinnen.
Bis 1984, dem Jahr seiner Pensionierung, arbeitete er später bei der Werkfeuerwehr der Kokerei in Hassel. Zuletzt lebte er in Bayern, wo er im Alter von 91 Jahren starb und in Aschheim beigesetzt wurde.